# Lilltjärnen (Attmars socken, Medelpad, 690728-157156)
Lilltjärnen är en sjö i Sundsvalls kommun i Medelpad och ingår i Ljungans huvudavrinningsområde. Sjön är 3 meter djup, har en yta på 0,01 kvadratkilometer och befinner sig 63 meter över havet.